# Endrosa sagittata
Endrosa sagittata là một loài bướm đêm thuộc phân họ Arctiinae, họ Erebidae.